# محله قلعه (بوداپست)

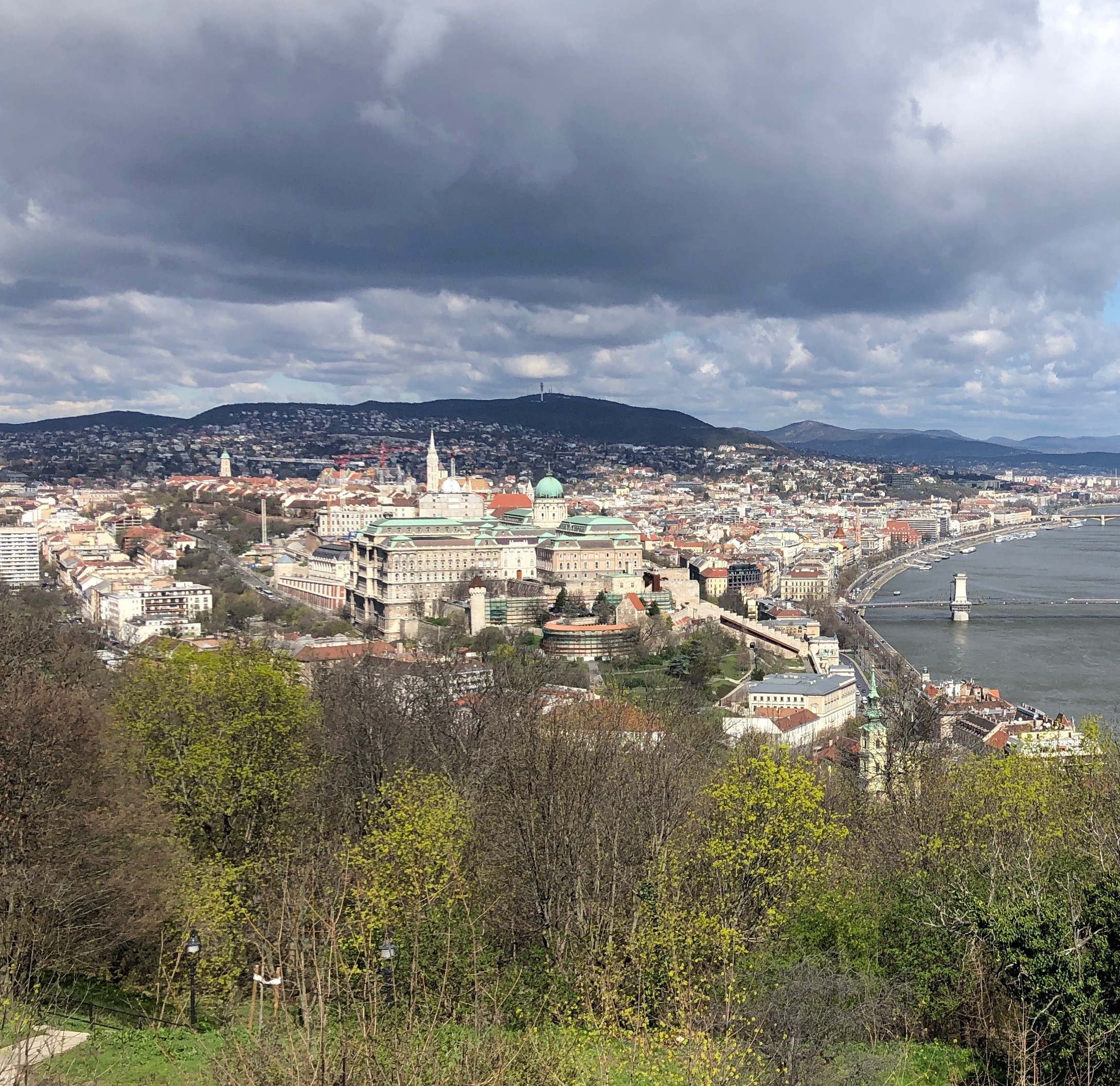
نمایی به سمت تپهٔ قلعه بودا

محله قلعه (مجاری: Várnegyed) بخشی از بودا در بوداپست، پایتخت مجارستان است که در دیوارهای دفاعی مجموعهٔ قلعه بودا قرار دارد و مربوط به شهر سلطنتی قرون وسطایی بودا است. این محله در «تپهٔ قلعه» قرار دارد و کهن‌ترین بخش بوداپست به‌شمار می‌رود که از سال ۱۲۴۷ مداوم تحت سکونت بوده است. مرکز محله، خیابان‌های بین قلعه بودا و کلیسای ماتیاش است.

## دیدنی‌های قابل توجه
قلعه بودا
نخستین دژ در تپه قلعه در سدهٔ سیزدهم ساخته شد. به دنبال ویرانی در طول اشغال عثمانی، کلیه مجموعه ساختمان بازسازی شد. اکنون این مجموعه چندین موزهٔ سرشناس و دیگر بناها از جمله کتابخانه ملی سیچینی را شامل می‌شود.